# Grêmio Esportivo Brasil
Il Grêmio Esportivo Brasil, noto anche come Brasil de Pelotas o semplicemente come Brasil, è una società calcistica brasiliana con sede nella città di Pelotas, nello stato del Rio Grande do Sul.

## Storia
Il Grêmio Esportivo Brasil venne fondato dopo una disputa tra giocatori e i direttori dello Sport Club Cruzeiro do Sul, che è stata sostenuta e gestita dai dipendenti della Cervejaria Haertel. Il 7 settembre 1911, durante l'anniversario dell'indipendenza del Brasile, il club è stato fondato in via Santa Cruz, nella residenza di José Moreira de Brito, padre di uno degli ex membri del Cruzeiro do Sul, dopo un incontro tra lui e gli altri ex membri. I colori iniziali erano il giallo e il verde, gli stessi colori del Brasile. Più tardi, il club ha cambiato i suoi colori in rosso e nero, in omaggio al Clube Diamantinos, un club defunto. I colori sono stati cambiati perché erano molto simili a quelli dell'EC Pelotas, rivale del Brasil.
Il momento più grande nella storia del club è stato nel campionato brasiliano del 1985, quando il Brasil raggiunse le semifinali dopo aver eliminato grandi club come Flamengo. Tuttavia, il club di Pelotas venne sconfitto dal Bangu di Rio de Janeiro e perse la gloria di poter prendere parte alla finale.
Gli anni successivi non ha avuto altrettanto successo. Anche se il club è stato spesso invitato a partecipare al campionato brasiliano grazie alla loro tifoseria fanatica, ma le prestazioni erano generalmente deludenti. Nel campionato del Rio Grande do Sul, il club ha trascorso alcuni anni in seconda divisione. Nel 2004, il Brasil vinse la seconda divisione del campionato statale, il primo titolo dopo molti anni.
Il 16 gennaio 2009, il pullman della squadra cadde in un burrone di 130 piedi nel Rio Grande do Sul dal ritorno da un'amichevole con il Santa Cruz. L'attaccante Claudio Milar, il difensore Regis e l'allenatore dei portieri Giovani morirono a causa della perdita di controllo del mezzo, gli altri 20 rimasero feriti.

## Palmarès

### Competizioni statali
- Campionato Gaúcho: 1

1919
- Campeonato Gaúcho Divisão de Acesso: 3

1961, 2004, 2013
- Campeonato da Região Sul-Fronteira: 1

2012

### Altri piazzamenti
- Campeonato Brasileiro Série D:

Secondo posto: 2014

## Organico

### Rosa 2023
Aggiornata al 24 marzo 2023.
| N. |                    | Ruolo | Calciatore       |
| -- | ------------------ | ----- | ---------------- |
|    | Brasile (bandiera) | P     | Davi             |
|    | Brasile (bandiera) | P     | Marcelo          |
|    | Brasile (bandiera) | P     | Matheus Nogueira |
|    | Brasile (bandiera) | P     | Rafael Martins   |
|    | Brasile (bandiera) | D     | Héverton         |
|    | Brasile (bandiera) | D     | Jacone           |
|    | Brasile (bandiera) | D     | João Siqueira    |
|    | Brasile (bandiera) | D     | Lázaro           |
|    | Brasile (bandiera) | D     | Leandro Camilo   |
|    | Brasile (bandiera) | D     | Luis Felipe      |
|    | Brasile (bandiera) | D     | Nuno             |
|    | Brasile (bandiera) | D     | Maicon Silva     |
|    | Brasile (bandiera) | D     | Rodrigo Ferreira |
|    | Brasile (bandiera) | D     | Alex Ruan        |
|    | Brasile (bandiera) | D     | Bruno Santos     |
|    | Brasile (bandiera) | D     | Mateus Mendes    |
|    | Brasile (bandiera) | C     | Bruno Matias     |
|    | Brasile (bandiera) | C     | Hippólito        |
|    | Brasile (bandiera) | C     | João Ananias     |
|    | Brasile (bandiera) | C     | Leandro Leite    |

| N. |                    | Ruolo | Calciatore        |
| -- | ------------------ | ----- | ----------------- |
|    | Brasile (bandiera) | C     | Octávio           |
|    | Brasile (bandiera) | C     | Pedro Azevedo     |
|    | Brasile (bandiera) | C     | Rafael Vinícius   |
|    | Brasile (bandiera) | C     | Revson            |
|    | Brasile (bandiera) | C     | Sousa             |
|    | Brasile (bandiera) | C     | Wellington Simião |
|    | Brasile (bandiera) | C     | Danilo Gomes      |
|    | Brasile (bandiera) | C     | Gegê              |
|    | Brasile (bandiera) | C     | Gustavo Cazonatti |
|    | Brasile (bandiera) | C     | Matheus Oliveira  |
|    | Brasile (bandiera) | A     | Cristian          |
|    | Brasile (bandiera) | A     | Dellatorre        |
|    | Brasile (bandiera) | A     | Fabrício Jardim   |
|    | Brasile (bandiera) | A     | Gabriel Poveda    |
|    | Brasile (bandiera) | A     | Jarro Pedroso     |
|    | Brasile (bandiera) | A     | Luiz Henrique     |
|    | Brasile (bandiera) | A     | Nathan            |
|    | Brasile (bandiera) | A     | Wesley Pacheco    |
|    | Brasile (bandiera) | C     | Patrick           |